# Eisenhart (Adelsgeschlecht)

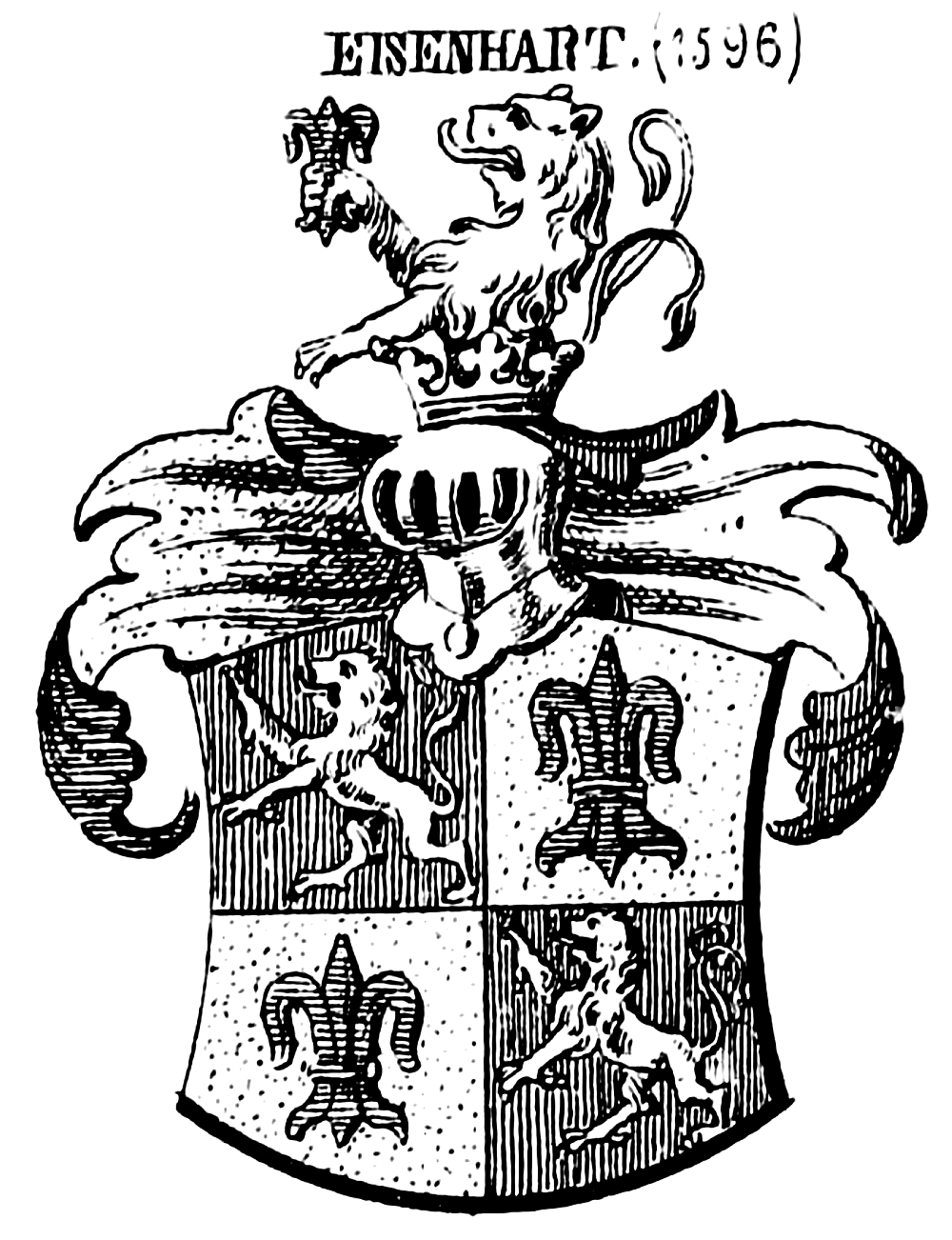
Wappen derer von Eisenhart von 1596

Eisenhart und Eisenhart-Rothe sind die Namen eines märkischen Adelsgeschlechts. Die direkte Stammreihe beginnt mit Johann Christoph Eisenhart (1706–??), Gutsherr auf Buckow (Mark) und königlich preußischer Amtsrat in Beeskow.

## Adelserhebung/Namensmehrung

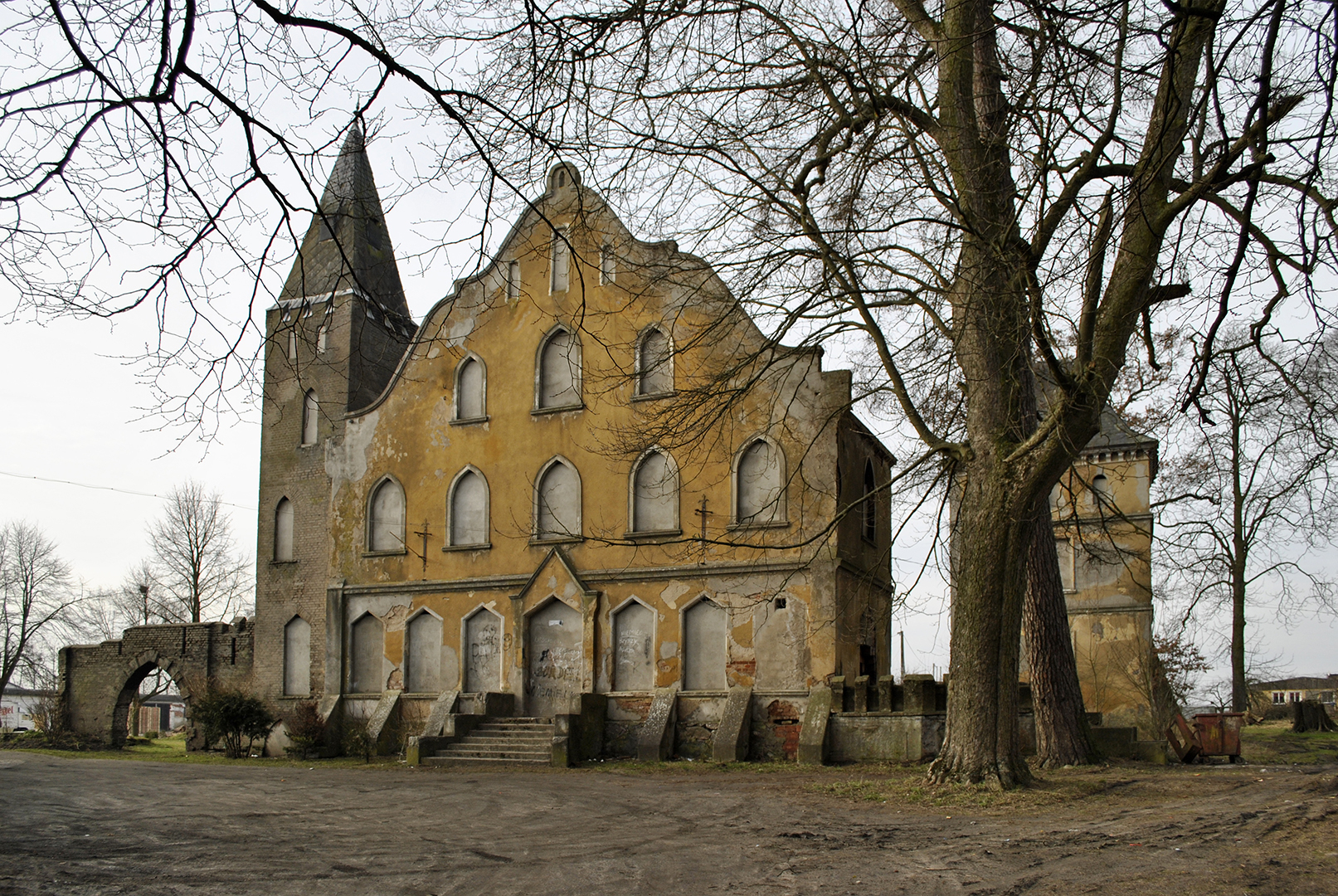
Ruine des Gutshauses Lietzow

- Preußischer Adelsstand mit Wappenbesserung am 2. Oktober 1786 in Berlin für Johann Friedrich Eisenhart (1733–1804), Gutsherr auf Bahrensdorf bei Beeskow, königlich preußischer Kriegsrat und Rendant der General-Artillerie-Kasse, später Polizei- und Stadtpräsident von Berlin.[1]
- Preußische Genehmigung zur Annahme des Namens „von Eisenhart-Rothe“ durch Allerhöchste Kabinettsorder am 18. Februar 1835 in Berlin für die Brüder Ferdinand (* 1815), Friedrich (* 1818) und Sigismund von Eisenhart (* 1822), Söhne des preußischen Generalmajors Friedrich von Eisenhart (1769–1839) und dessen Ehefrau Beate Charlotte Helene von Rothe (* 28. Mai 1788 in Neuenhagen; † 18. August 1846 in Lietzow).[2]

## Wappen „Eisenhart“
Dieses Stammwappen von 1786 ist identisch mit dem des Lukas Eisenhart, der am 9. Oktober 1582 in Wien den erbländisch-österreichischen Wappenbrief erhielt und am 9. Juli 1596 in Prag mit Wappenbesserung in den Reichsadelsstand erhoben worden war:
Geviert, 1 und 4 in Rot ein zweischwänziger silberner Löwe, 2 und 3 in Gold eine blaue Lilie. Auf dem Helm mit rechts blau-goldenen, links rot-silbernen Decken ein zweischwänziger silberner Löwe mit einer blauen Lilie in der linken Pranke wachsend zwischen offenem schwarzen Flug.

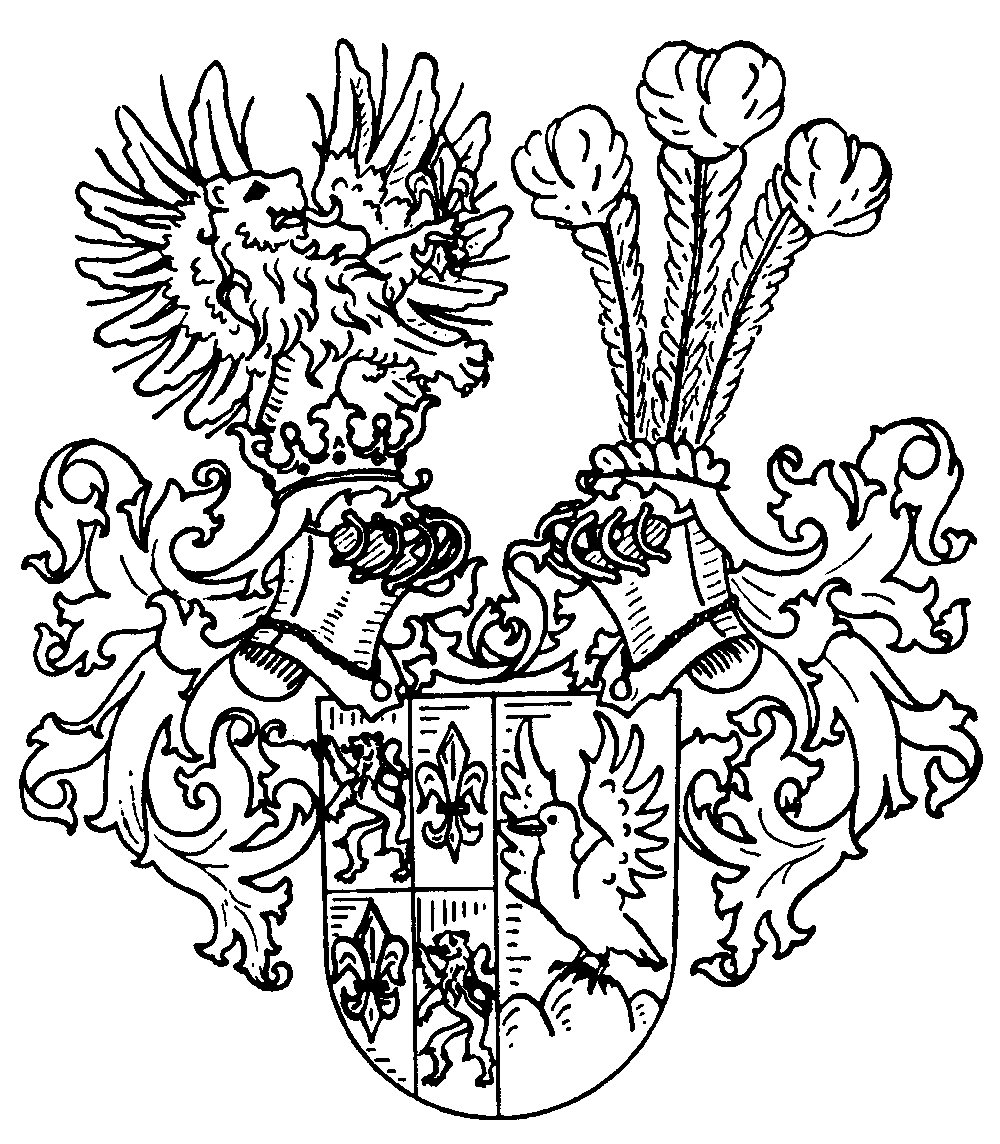
Wappen derer von Eisenhart-Rothe

## Wappen „Eisenhart-Rothe“
Gespalten. Rechts geviert, 1 und 4 in Rot ein zweischwänziger silberner Löwe, 2 und 3 in Gold eine blaue Lilie (Stammwappen). Links in Silber auf rotem Dreiberg ein flugbereiter schwarzer Rabe (Wappen „Rothe“). Zwei Helme; auf dem rechten mit rechts blau-goldenen, links rot-silbernen Decken ein zweischwänziger silberner Löwe mit einer blauen Lilie in der linken Pranke wachsend zwischen offenem schwarzen Flug (Stammwappen); auf dem linken mit schwarz-silbernen Decken drei (silber, rot, silber) Straußenfedern (Wappen „Rothe“).

## Angehörige
- Johann von Eisenhart (1733–1804), preußischer Kriegsrat, später Polizei- und Stadtpräsident von Berlin
- Friedrich von Eisenhart (1769–1839), preußischer Generalmajor
- Georg von Eisenhart-Rothe (1849–1942), preußischer Politiker und Mitglied des Preußischen Herrenhauses
- Gustav von Eisenhart-Rothe (1855–1936), preußischer Verwaltungsjurist und Landrat
- Paul von Eisenhart-Rothe (1857–1923), preußischer Provinzialbeamter und Landwirtschaftsminister
- Artur von Eisenhart-Rothe (1858–1939), preußischer Generalleutnant
- Lukas von Eisenhart-Rothe (1859–1924), preußischer Landrat
- Ernst von Eisenhart-Rothe (1862–1947), deutscher General der Infanterie und Militärschriftsteller
- Hans von Eisenhart-Rothe (1862–1942), preußischer Verwaltungsjurist und Oberpräsident der Provinz Posen
- Ernst Georg von Eisenhart-Rothe (1890–1987), deutscher Generalmajor
- Alexander von Eisenhart-Rothe (* 1968), deutscher Autor und Regisseur[3]
- Luna von Eisenhart-Rothe (* 1970), deutsche Autorin[4]
- Rüdiger von Eisenhart-Rothe (* 1971), deutscher Orthopäde, Professor an der TU München